# Pepermuntolie
Pepermuntolie is een etherische olie die wordt gewonnen uit de bovengrondse delen van pepermunt. Het is een in de cosmetica en farmaceutische industrie belangrijke olie. De olie wordt verwerkt als smaakstof in onder meer tandpasta, mondwater en pepermuntsnoep. Pepermuntolie is een kleurloze tot lichtgele vloeistof met een dichtheid van 0,896–0,916 g/ml. Het heeft een scherpe, zeer frisse en muntachtige geur en een verkoelende en verfrissende werking.

## Samenstelling
Belangrijkste inhoudsstoffen zijn menthol (35–45 %) en menthon (15–20 %); daarnaast nog menthylacetaat (3–5 %), neomenthol (2,5–3,5 %) en isomenthol (3 %). Voor toepassingen in de geneeskunde moet het menthofuraan door destillatie verwijderd zijn.
Hoofdbestanddeel van pepermuntolie, en hoofdverantwoordelijke voor de werking van de olie is vooral de stof menthol. Menthol behoort tot een groep stoffen (monoterpenolen) die ons lichaam helpen bacteriën en zelfs virussen te verdrijven. 

## Extractie
Pepermuntolie wordt gewonnen uit de bladeren en stengels van de pepermunt plant (Mentha piperita). De bladeren van deze plant hebben van zichzelf een kamferachtige smaak, maar na kruidenextractie ontstaat de typische pepermuntsmaak. Er komt niet veel pepermuntolie van een plant. De planten van één vierkante meter grond leveren slechts ongeveer drie gram pepermuntolie op. Pepermuntolie is daarom duur.
De extractie gebeurt door stoomdestillatie. De pepermuntbladeren worden in ketels met water gedaan, waarin stoom wordt geblazen. De stoom verhit de blaadjes, waardoor de pepermuntolie tegelijk met waterdamp vrij komt. Na afkoeling van de damp blijft de olie op het water drijven, omdat het lichter is dan water. Zo kan de olie gemakkelijk van het water worden gescheiden. Dit proces heet extractie.

## Verschijningsvormen
De pepermuntolie die uit de plant gewonnen wordt, is in verschillende verschijningsvormen beschikbaar.
Als Smaakmaker: De frisse en bijzondere smaak van pepermuntolie kan ook gebruikt worden als smaakmaker in eten en drinken. Bijvoorbeeld als extract in bonbons of een nagerecht. Verse pepermunt kan alleen aan het eind van het kookproces worden toevoegoed. Pepermuntolie of pepermuntextract kan op elk moment in het proces gebruikt worden.
In Druppels: Pepermuntolie is te koop in druppelvorm. Het is een natuurproduct, waarvan de concentratie behoorlijk kan variëren. Pepermuntolie in druppelvorm wordt vooral gebruikt als aromatherapie. Bijvoorbeeld in een aromalampje. Ook kan het worden toegevoegd aan massageolie. Soms worden de druppels ook toegepast bij darmklachten maar dan bestaat de kans dat de pepermuntolie wordt afgebroken in de maag en niet zijn effect kan hebben in de darmen.

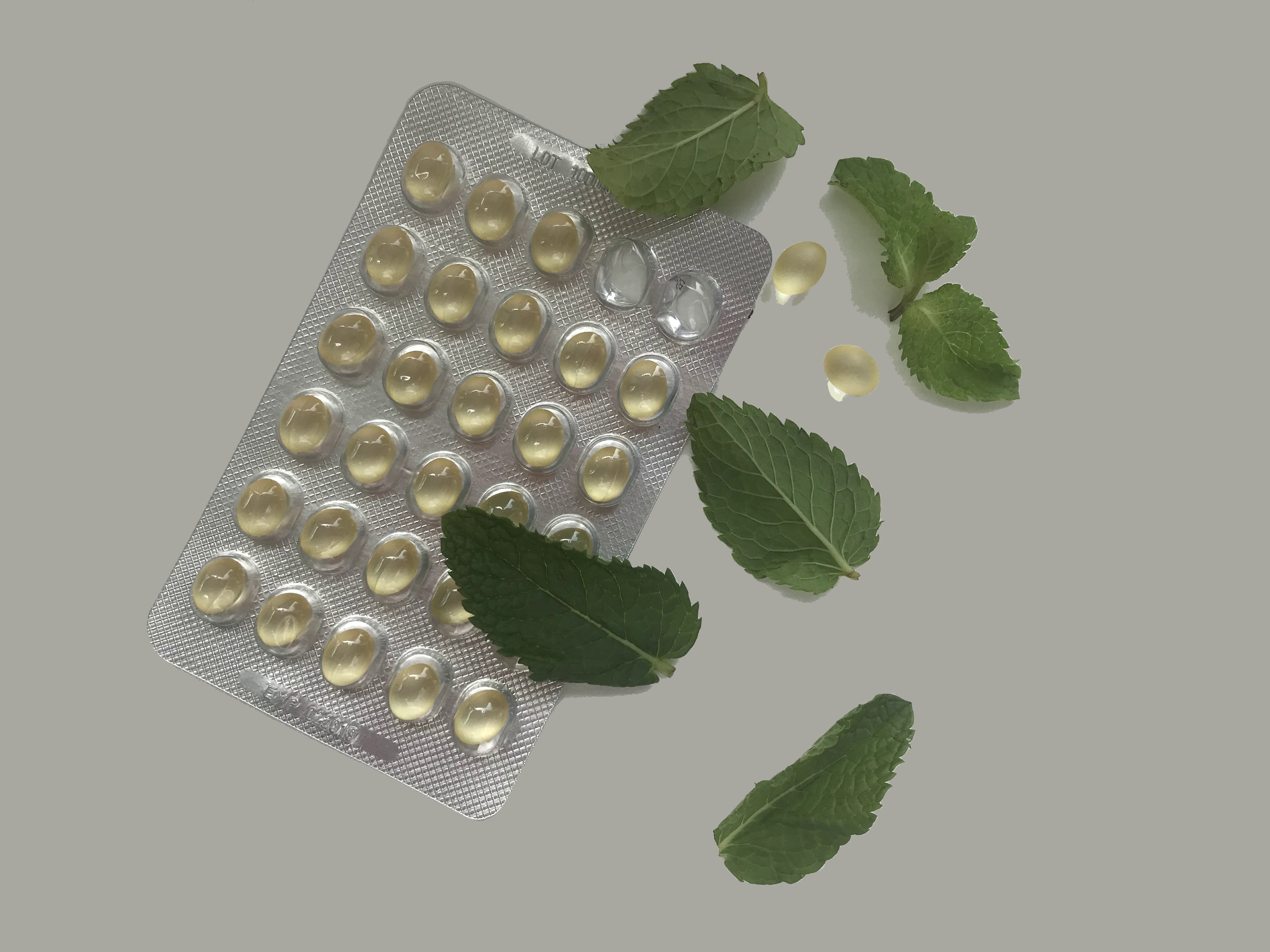
Pepermuntoliecapsules voorzien van maagzuurresistente coating

In Maagzuurresistente capsules: In de vorm van capsules kun je pepermuntolie slikken om de klachten van een prikkelbare darm te verlichten. Het is belangrijk dat voor capsules wordt gekozen die een coating hebben die bestand is tegen maagzuur. Op die manier komt de pepermuntolie pas vrij op de plek waar het z’n werk kan doen: in de darmen.

## Toepassingen
Inname van capsules met pepermuntolie helpt bij vermindering van lichte spasmen van het maag-darmkanaal, tegen winderigheid en buikpijn, in het bijzonder bij mensen met prikkelbaredarmsyndroom (PDS). Een effectieve dosering is circa 0,2 tot 0,4 ml pepermuntolie per capsule, driemaal daags genomen. De capsules dienen voorzien te zijn van een coating die de capsules beschermt tegen maagzuur, het is namelijk van belang dat de menthol pas in de darm vrijkomt.
Ook in een 2014 gepubliceerde meta-analyse van negen kwalitatief goede studies blijken pepermuntoliecapsules effectief te zijn ter vermindering van de symptomen van PDS. Met name menthol in de olie draagt aan de krampwerende werking bij. Het middel wordt over het algemeen goed verdragen.
Onderzoek van het MUMC+ onder circa 200 PDS patiënten heeft aangetoond dat Pepermuntolie in maagzuurresistente capsules zorgt voor verlichting van buikpijn, fysiek ongemak (in de buik) en ernst van de klachten bij patiënten met het prikkelbaredarmsyndroom (PDS). In het hoog aangeschreven wetenschappelijk tijdschrift Gastroenterology beschrijven ze hun resultaten.
Uitwendig wordt pepermuntolie (10%) in zalf toegepast bij reuma, insectenbeten en brandwonden. Pepermuntolie kan ook worden toegepast bij spanningshoofdpijn  of kan worden opgelost in badwater.
In de aromatherapie wordt pepermuntolie toegepast ter verbetering van geheugen en aandacht.

## Overdosering
In zeer hoge doseringen heeft pepermuntolie toxische effecten, net als de meeste essentiële oliën. Hoewel over de veiligheid van het gebruik tijdens zwangerschap en het geven van borstvoeding nog onvoldoende gegevens bekend zijn, zijn de hoeveelheden pepermuntolie in voedingssupplementen, uitwendige producten en kruidentheeën waarschijnlijk veilig.